# Calle 79 (línea West End)
La Calle 79 es una estación en la línea West End del Metro de Nueva York de la división A del Interborough Rapid Transit Company. La estación se encuentra localizada en Bensonhurst en Brooklyn entre la Calle 79 y la Avenida New Utrecht. La estación es servida en varios horarios por los trenes del Servicio  y .

## Enlaces externos

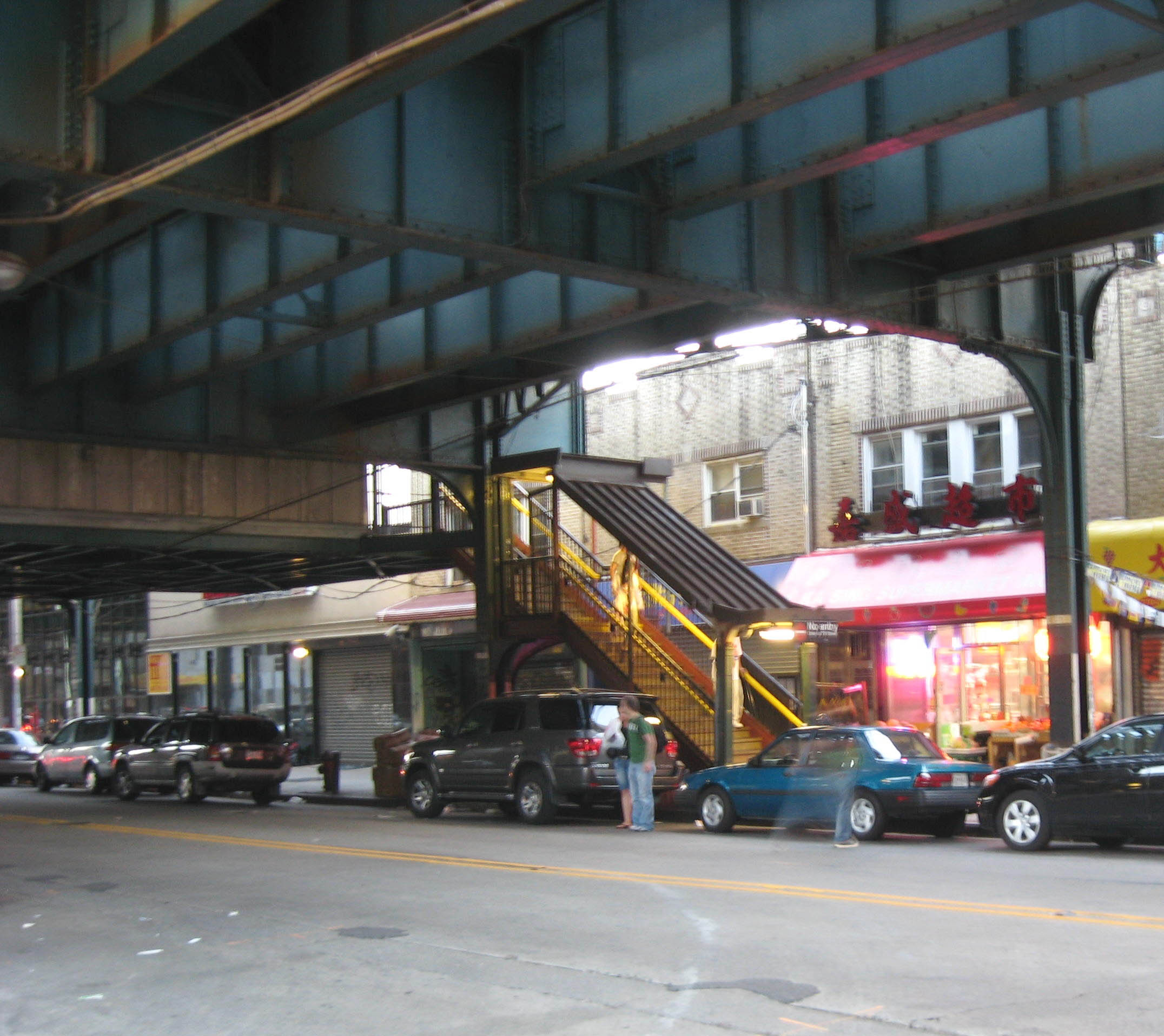
Escaleras